# Jahn Georgii
Jahn Hubert Georgii (även Jan, Johan), född 1757, död 30 december 1787, var en svensk sekreterare.
Georgii var medlem av Utile Dulci (flöjtist) och invaldes som ledamot nr 89 av Kungliga Musikaliska Akademien den 9 oktober 1783.